# Michelangelo Tonti
Michelangelo Tonti (* Ende 1566 in Rimini; † 21. April 1622 in Rom) war ein italienischer Geistlicher und Kardinal der Römischen Kirche.

## Leben

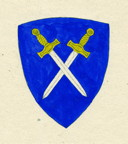
Familienwappen des Hauses Tonti

Michelangelo Tonti studierte an der Universität Bologna und wurde in Rechtswissenschaften promoviert. Zudem hatte er einen Abschluss in Musik und war in Rom als Organist am Hospital San Rocco a Ripetta tätig. Später wurde er Prokurator von Francesco Borghese, dem Bruder von Camillo Borghese und von 1605 bis 1621 Papst Paul V., und Hauptrevisor bei Scipione Kardinal Caffarelli-Borghese. Zudem war er Kanoniker der Lateranbasilika. 1605 wurde er erster Finanzsekretär bei Paul V.; er erlangte durch seine Bekanntschaft mit dem Borghese-Papst beträchtlichen Reichtum und großes Ansehen.
Am 5. November 1608 wurde er zum Titularerzbischof von Nazareth ernannt. Die Bischofsweihe spendete ihm am 16. November 1608 Fabio Biondi, Patriarch von Jerusalem; Mitkonsekratoren waren Metello Bichi, Bischof von Sovana, und Giambattista Leni, Bischof von Mileto.
Am 24. November 1608 wurde Michelangelo Tonti durch Papst Paul V. zum Kardinalat erhoben und am 10. Dezember 1608 zum Kardinalpriester der Titelkirche San Bartolomeo all’Isola ernannt. Zudem wurde er zum Erzpriester der ersten Marienkirche des Abendlandes, der Basilica Liberiana (Santa Maria Maggiore) bestellt.
Am 11. März 1609 wurde er Bischof von Cesena mit dem persönlichen Titel eines Erzbischofs. 1612 zog er nach Streitigkeiten mit Papst Paul V. von Rom nach Cesena. Ihm wurde auferlegt, in der zu seinem Bistum gehörenden Kirche von Loreto täglich eine Messe für Papst Paul V. lesen zu lassen. Kardinal Tonti kehrte erst nach dem Tod von Paul V. 1621 wieder nach Rom zurück. Er war Teilnehmer am Konklave 1621, in dem Gregor XV. zum Papst gewählt wurde. Am 13. Oktober wurde Tonti die Basilika San Pietro in Vincoli als neue Titelkirche zugewiesen.
1622 begründete er das Collegio Nazareno, eine der renommiertesten Bildungs- und Studieneinrichtungen Roms im 17. und 18. Jahrhundert. Gründungsrektor wurde José Calasanz, dessen Piaristenorden mithilfe Kardinal Tontis konstituiert wurde.
Er pflegte Bekanntschaften mit dem italienischen Maler Antonio Marziale Carracci und dem französischen Bildhauer Nicolas Cordier.
Er starb 1622 und wurde in der Kirche Santissimo Nome di Gesù in Rom beigesetzt.